# Otto Hahn
Otto Hahn (ur. 8 marca 1879 we Frankfurcie nad Menem, zm. 28 lipca 1968 w Getyndze) – niemiecki fizykochemik, laureat Nagrody Nobla w dziedzinie chemii w 1944 roku za prace nad rozszczepieniem jądra atomu. Jest często uważany  za „ojca” współczesnej technologii jądrowej.

## Życie i kariera
Dorastał w Monachium, studiował chemię i mineralogię na Uniwersytecie Marburskim oraz na Uniwersytecie Ludwika i Maksymiliana w Monachium. Otrzymał doktorat na Uniwersytecie Marburskim w 1901 roku. Od roku 1904 pracował w University College London (z Wiliamem Ramsayem). W 1905 roku przeniósł się na McGill University w Montrealu, gdzie pracował z Ernestem Rutherfordem. W 1906 roku powrócił do Niemiec, gdzie pracował na Uniwersytecie Humboldtów w Berlinie, z Emilem Fischerem.
W czerwcu 1911 roku, podczas konferencji w Szczecinie, Otto poznał Edith Junghans (1887–1968), studentkę sztuki. Pobrali się 22 marca 1913 w Szczecinie (rodzinnym mieście Edith). Ich jedyne dziecko, Hanno Hahn (1922–1960), był znanym historykiem sztuki i badaczem architektury do momentu śmierci (razem ze swoją żoną) w wypadku samochodowym. Zostawili 14-letniego syna Dietricha Hahna.
W 1910 roku został mianowany profesorem, a od 1912 kierował Departamentem Jądrowym w nowo utworzonym Kaiser-Wilhelm-Gesellschaft. W roku 1924 Hahn został pełnym członkiem Pruskiej Akademii Nauk (jego kandydatura została zaproponowana przez Einsteina, Plancka, Fritza Habera, Wilhelma Schlenka i Maksa von Laue). Od roku 1928 Otto Hahn został dyrektorem Kaiser-Wilhelm-Institut w Berlinie.
W 1913 roku jego współpracownicą została austriacka fizyk Lise Meitner, z którą Hahn badał zjawisko rozszczepienia jąder atomowych. Meitner wspólnie z Ottonem Frischem rozwinęła teoretyczne podstawy tego zjawiska. Po zajęciu Austrii przez nazistowskie Niemcy Meitner musiała w 1938 roku, z powodu swego żydowskiego pochodzenia, wyemigrować do Danii. Nowym współpracownikiem Ottona Hahna został mianowany 36-letni chemik – uczeń Hahna – Fritz Straßmann.
25 kwietnia 1945 r. Hahn został aresztowany w Kaiser-Wilhelm-Institut für Physik i przewieziony do Hechingen, podobnie jak inni naukowcy biorący udział w niemieckim programie nuklearnym (m.in. Max von Laue, Carl Friedrich von Weizsäcker, Erich Bagge, Horst Korsching i Karl Wirtz; natomiast Werner Heisenberg zdołał się ukrywać przez pewien czas i dołączył do nich nieco później). Następnie cała grupa została w ścisłej tajemnicy internowana w Farm Hall koło Cambridge w ramach operacji Epsilon. Przyznanie Hahnowi nagrody Nobla za 1944 rok zostało ogłoszone 15 listopada 1945, w czasie jego pobytu w Farm Hall. Hahn odebrał tę nagrodę 10 grudnia 1946.
W latach 1946–1960 był przewodniczącym Towarzystwa Maxa Plancka, a od 1960 prezydentem honorowym tej organizacji.
Otto Hahn był członkiem Akademii Nauk w: Berlinie, Getyndze, Monachium, Halle, Sztokholmie, Wiedniu, Bostonie, Madrycie, Helsinkach, Lizbonie, Moguncji, Rzymie (Watykanie), Allahabadzie, Kopenhadze oraz Indyjskiej Akademii Nauk.

## Osiągnięcia naukowe i spuścizna

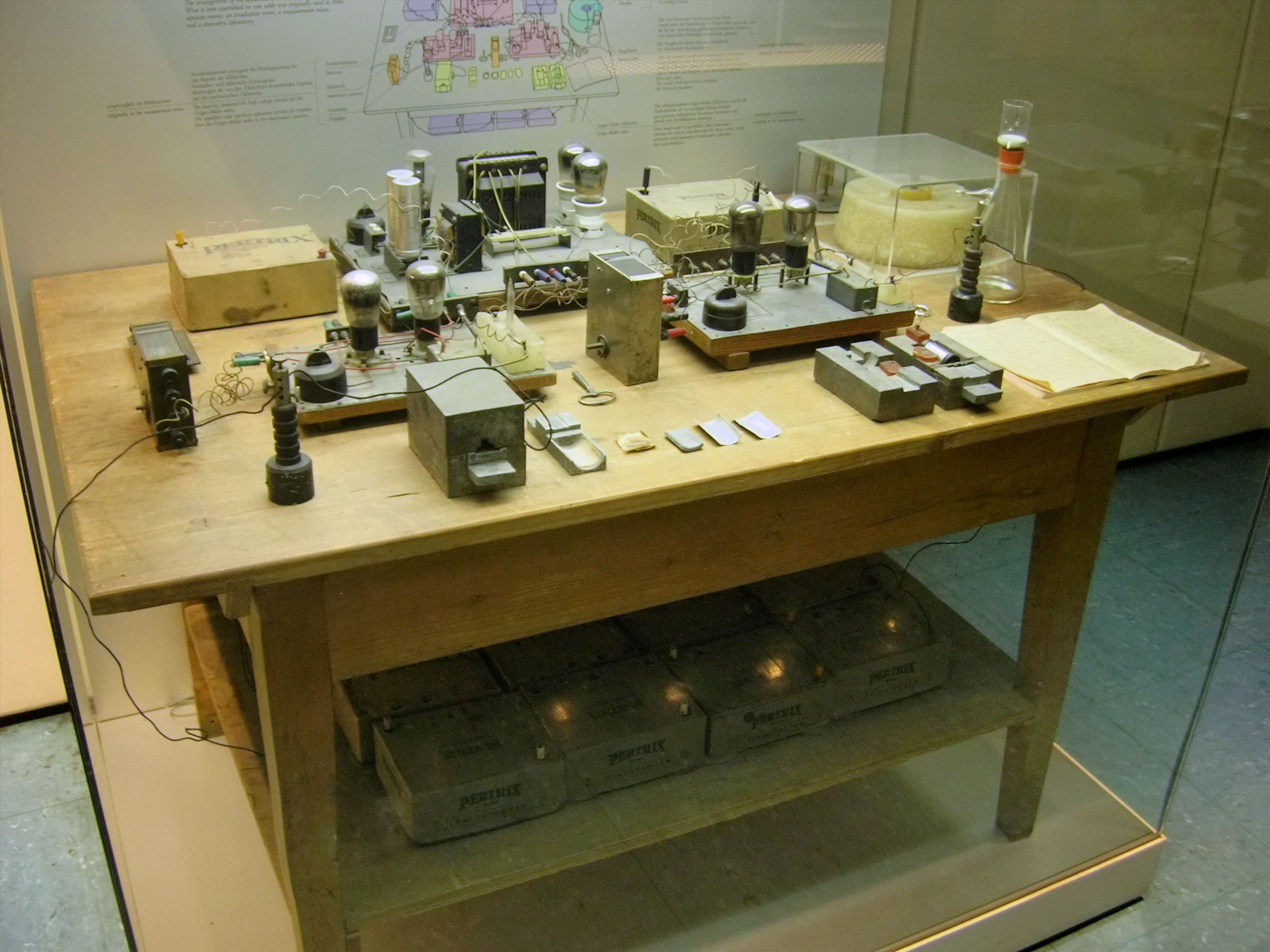
Zestaw eksperymentalny do pierwszego sztucznego rozszczepienia jądra atomowego (odtworzony w Muzeum Niemieckim w Monachium)

W roku 1905 Hahn odkrył mezotor 1 i mezotor 2 oraz radiotor. Za odkrycie mezotoru 1 Hahn był nominowany do Nagrody Nobla (przez Adolfa von Baeyera).
W roku 1917 odkrył pierwiastek protaktyn (niezależnie od Fredericka Soddy’ego).
W 1921 roku wykrył zjawisko izomerii jądrowej. Za to odkrycie Hahn był powtórnie nominatem do Nagrody Nobla (m.in. przez Maxa Plancka).
W 1938 roku wspólnie z Fritzem Strassmannem przeprowadził pierwszą reakcję rozszczepienia jądra atomu. Za to odkrycie Hahn otrzymał nagrodę Nobla w 1944 roku.
10 lutego 1939 Hahn i Strassmann przewidzieli wyzwolenie dodatkowych neutronów w czasie rozpadu atomowego (reakcja łańcuchowa została udowodniona przez Frédérica Joliot i jego współpracowników w marcu 1939 roku).
Podczas II wojny światowej Otto Hahn (i jego asystenci: Hans-Joachim Born, Siegfried Flügge, Hans Götte, Walter Seelmann-Eggebert oraz Strassmann) pracowali nad reakcjami rozszczepienia jądra uranu. Do końca 1945 roku skompilowali listę 25 pierwiastków i około 100 udowodnionych przez nich izotopów.
W roku 1955 Hahn był współtwórcą tzw. Deklaracji Mainau, a w 1957 Manifestu z Göttingen. Od 1957 roku był wielokrotnie nominowany do Pokojowej Nagrody Nobla (np. przez francuski związek zawodowy Confederation Generale du Travail). Linus Pauling pisał o Ottonie Hahnie jako "swojej inspiracji".
W roku 1971 amerykańscy chemicy nazwali pierwiastek numer 105 hahnium na cześć Ottona Hahna. Po latach wojen o nazwy szeregu pierwiastków, IUPAC ostatecznie nazwała ten pierwiastek dubnium w roku 1997.
W 1999 roku niemiecki magazyn „Focus” opublikował wyniki sondy wśród 500 czołowych naukowców w dziedzinie nauk przyrodniczych, inżynierów i fizyków na temat największych naukowców XX wieku. Hahn zajął 3 miejsce (za Albertem Einsteinem i Maxem Planckiem) i był pierwszym wśród uczonych empiryków (nie-teoretyków).
Laureat Nagrody Enrica Fermiego.